# Dirk Kock-Rohwer
Dirk Kock-Rohwer (* 17. Januar 1960 in Bad Segeberg) ist ein deutscher Politiker (Bündnis 90/Die Grünen). Bei der Landtagswahl 2022 wurde er in den Schleswig-Holsteinischen Landtag gewählt.

## Leben und Beruf
Kock-Rohwer legte 1979 an der Holstenschule in Neumünster das Abitur ab. Von 1979 bis 1981 leistete er seinen Wehrdienst bei der Marine. Von 1983 bis 1986 studierte er Agrarwirtschaft an der Universität Kassel am Standort Witzenhausen. Im Jahr darauf war er als Betriebshelfer in Hessen tätig, bevor er von 1988 bis 1990 einen Betrieb mit Gemüseanbau in Nordrhein-Westfalen hatte. 1991 kehrte er nach Schleswig-Holstein zurück und übernahm den elterlichen Familienbetrieb, den er auf eine biodynamische Demeter-Landwirtschaft umstellte.

## Politische Tätigkeit
Kock-Rohwer wurde nach der Bundestagswahl 2017 Mitglied der Grünen. Seit 2019 ist Kock-Rohwer Co-Sprecher der LAG Landwirtschaft.
Kock-Rohwer erreichte bei der Landtagswahl in Schleswig-Holstein 2022 in seinem Wahlkreis Plön-Ostholstein 19,6 % der Erststimmen und landete damit hinter dem CDU-Kandidaten Tim Brockmann, der 46,6 % der Erststimmen erhalten hatte. Kock-Rohwer zog über den zehnten Platz der Landesliste seiner Partei in den Landtag ein.

## Politische Positionen
Kock-Rohwer macht sich im Bereich Landwirtschaft für ausreichend Einkommen für die Landwirte und mehr Klimaschutz und Biodiversität stark. Zudem fordert er das Tierwohl in der Tierhaltung zu verbessern.

## Mitgliedschaften
Kock-Rohwer ist seit 1999 Mitglied der Freiwilligen Feuerwehr Bönebüttel-Husberg und war von 2009 bis 2021 deren Gemeindewehrführer. Seit 2019 ist er Vorstandsmitglied der Landesvereinigung ökologischer Landbau Schleswig-Holstein & Hamburg.

## Privates
Kock-Rohwer lebt in Bönebüttel. Er ist verheiratet und Vater dreier erwachsener Kinder.